# Spetsnaz
spetsnaz (cпецназ, kortform för Специальное войска назначение, spetsialnoje voyska naznatjenije, som betyder "trupper för särskilda ändamål", av spetsialnoje, "särskilt", voyska "trupper", naznatjenije, "syfte") är en förbandstyp; ett samlingsnamn för ett stort antal olika specialförband (snarare än ett specifikt förband) inom Rysslands militär, dess underrättelsetjänst GRU, FSB, underrättelsetjänsten SVR och MVD (Inrikesministeriet).

## Inledning
De militära spetsnazförbanden sätts in för att samla underrättelser och där det behövs särskilda medel för att störa, infiltrera eller bekämpa fienden. Det innebär att de är tränade att uppträda självständigt på djupet av en motståndares område, att hitta, ta över eller slå ut exempelvis lednings och sambandscentraler, public broadcasting och kärnvapendepåer och andra nyckelelement. De är också utbildade för att förbereda för överraskningsanfall i stor skala genom spaning och störning av motståndarens förmåga att förstå läget och mobilisera motståndet. I vissa fall benämns spetsnaz som diversionsenheter.
Varje militärdistrikt i Ryssland har en spetsnazbrigad oBrSpN, som står under den regionala GRU-chefens direkta befäl. Varje brigad består av fem bataljoner - tre stycken som är operativa,  en signalbataljon samt en bataljon för utbildning. Varje flotta har också en spetsnazbrigad, specialiserad på att bedriva skydd runt hamnar, egna fartyg och infiltrera från under havs med hjälp av båt, ubåt, miniubåt, undervattensskotrar, dykarfarkost, sk slutna dyksystem rebreathers, helikopter, fallskärm och dykning. 
De mer polisiära enheterna, används av den ryska polisen vid upplopp, gisslandraman, kidnappningar och högriskarresteringar. Varje polisdepartement har en styrka om 20-35 man, ständigt redo att rycka ut. 
Den tredje typen är enheter tränade för att hantera och bekämpa terrorist-aktioner mot den ryska staten. Både FSB (KGB) och MVD (ministeriet för inre säkerhet som styr polisen) har ett antal terroristbekämpningsenheter. 

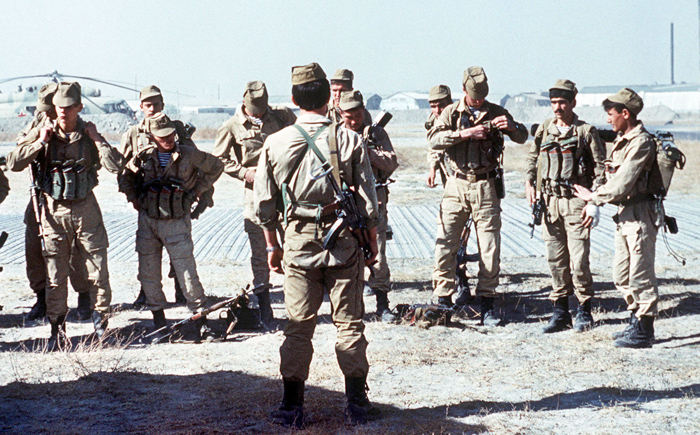
Inför ett uppdrag vid Kabuls flygplats i Afghanistan, 1988

## Översikt

### Ryska krigsmakten
Varje militärdistrikt (S:t Petersburg, Moskva, norra Kaukasus, Volga-Ural, Sibiriska och Fjärran Östern) har en spetsnazbrigad, och ett stort antal andra spetsnazenheter som också är underställda den militära underrättelsetjänsten GRU. 
Var och en av de fem ryska flottorna (Baltiska flottan, Ishavsflottan, Stilla Havsflottan, Svarta Havsflottan och Kaspiska flottiljen) har en marin spetsnazbrigad. De är bland annat utrustade med olika slags miniubåtar och dykarfarkoster samt med skjutvapen som kan avfyras under vattenytan ner till 40 meters djup.
Inom de luftburna styrkorns VDV, som i sig kan betraktas som elitförband, finns spetsnazförbandet 45:e Luftburna Gardespetsnazbrigad VDV.

### FSB (Federala säkerhetstjänsten)
- Alpha-gruppen är enheten huvudansvarig för terroristbekämpning inom Ryssland.
- Vympel-gruppen är enheten huvudansvarig för terroristbekämpning utanför Ryssland.

- FSB:s gränstrupper har också spetsnazenheter, plus olika specialiserade grupper mycket liknande spetsnazenheter.

### MVD (Inrikesministeriet)
- Enheter OBrON, har som uppgift bland annat att kontrollera demonstrationer, hantera upplopp. Varje polisdepartement har en eller flera enheter beroende på storlek.

MVD har även flera förband med dykare som går under beteckningen SKA.
Förr fanns Osnaz (osobogo naznacheniya особого назначения).
Inom inrikestrupperna återfinns också OSN VV-enheter.
Under de bägge krigen i Tjetjenien kämpade MVD-förband sida vid sida med militära förband av olika slag inklusive GRU:s spetsnazförband.
Nationalgardet Rosgvardiya (Federalnaya sluzhba voysk natsionalnoy gvardii Rossiyskoy Federatsii Федеральная служба войск национальной гвардии Российской Федерации) 
- OMON

Sedan 2012 Otryad Mobilniy Osobogo Naznacheniya (Отряд Мобильный Особого Назначения)
- mobila enheter för Särskilda ändamål 
OMON är en särskild paramilitär polisinsatstyrka mest för upplopp & kravaller. 
- SOBR Spetsialnyy Otryad Bystrogo Reagirovaniya (Специальный Отряд Быстрого Реагирования)

-Särskilda snabb insatstyrkor
(mellan 2002-11 kallat OMSN Otryad Militsii Spetsial'nogo Naznacheniya Отряд Милиции Специального Назначения) 
är en polisiära spetsnaz enhet; en snabb insatstyrka med primärt syfte bekämpa den organiserad brottsligheten, med tilläggsuppgifter som bekämpning av fientliga irreguljära enheter, anti terrorism, gisslan situationer, sättas in vid högriskarresteringar och mot särskilt farliga förbrytare, understödja vid insats mot folkmassa, VIP personskydd/eskort, bereda skydda viktiga statliga byggnader och infrastruktur i en krisssituation, special operationer i farliga områden som Dagestan & Tjetjenien.
Redo och sättas in vid nationellt eller regionalt nödläge på order av polis.